# Ардагаст
Ардага́ст (грец. Άρνταγκαστ, 2-а пол. VI ст. — поч. VII ст.) — вождь і полководець одного з придунайських племен антів.
Відомості про Ардагаста містяться в працях візантійських істориків Феофілакта Сімокатти, Менандра Протектора та Феофана (ці згадки початку VIII століття розповідають про події кінця VI століття). Воював з Візантією в союзі з аварами та іншим антським правителем — рексом (королем) Мусокієм.
583 року здійснив вдалий похід у Візантію, під час якого дійшов майже до Константинополя. На зворотному шляху війська Ардагаста були розбиті під Адріанополем візантійським полководцем Коментіолою.
Протягом 592—593 рр. з перемінним успіхом вів воєнні дії на Дунаї. Востаннє згаданий 593 року, коли його загін був розгромлений військом стратига Пріска, а сам Ардагаст ледь врятувався втечею.